# Sciara nemoralis
Sciara nemoralis är en tvåvingeart som först beskrevs av Johann Wilhelm Meigen 1818.  Sciara nemoralis ingår i släktet Sciara och familjen sorgmyggor. Inga underarter finns listade i Catalogue of Life.